# سیارک ۱۶۱۷۴
سیارک ۱۶۱۷۴ (به انگلیسی: 16174 Parihar، نامگذاری:2000AX116) شانزده هزار و صد و هفتاد و چهارمین سیارک کشف شده‌است که در ۵ ژانویه ۲۰۰۰ کشف شد.
قدر مطلق سیارک برابر ۱۴.۱ است.